# Touques
Touques é uma comuna francesa na região administrativa da Normandia, no departamento Calvados. Estende-se por uma área de 8,12 km². Em 2010 a comuna tinha 3 742 habitantes (densidade: 460,8 hab./km²).